# Museo de Arte Precolombino (Cuzco)
Le Museo de Arte Precolombino (également connu sous son acronyme MAP) de Cuzco au Pérou est un musée consacré à l'exposition d'artéfacts et d'œuvres d'art précolombiens issus de toutes les régions du pays.
La collection du musée est composée d'ustensiles et de bijoux des différentes cultures préhispaniques présentés dans 10 salles d'exposition par thème : Période formative, civilisations Nazca, Mochica, Huari, Chancay-Chimú, Inca, objets en bois, bijoux en coquillage et os, objets en argent et en or.
Le musée est situé sur la Plaza Nazarenas dans le quartier San Blas de Cuzco et présente des expositions permanentes d'environ 450 artéfacts représentatifs qui proviennent de la collection plus large de son musée parent, le musée Larco à Lima.

## Histoire de l'édifice
Le bâtiment où se trouve aujourd'hui le musée était à l'origine un palais inca. Comme on peut le voir dans les vestiges encore présents dans le hall de la maison, la construction d'origine remonte à plus de 500 ans. Selon les experts, cet espace aurait fonctionné comme une yachaywasi - école, en quechua - dans laquelle les enfants de la noblesse inca auraient été éduqués.
La ville de Cuzco a été fondée le 23 mars 1534 par les envahisseurs espagnols sur les ruines de Q'usqu, la capitale inca, qu'ils venaient de détruire en grande partie. Cette même année, des lots auraient été distribués et celui situé entre la place des Nazarenas et la rue Siete Culebras aurait été remis à un conquistador appelé Don Alonso Díaz.
En 1558, sa maison est transformée en monastère de Santa Clara destiné à accueillir de jeunes orphelines.
En 1580, l'édifice est reconstruit dans le style colonial pour devenir la maison d'un membre de l'élite de la société de Cuzco.
La propriété est connue sous le nom de Casa Cabrera depuis qu'elle est devenue la propriété de M. Gerónimo Luis de Cabrera de la Cerda au XVIIe siècle. Après le tremblement de terre de 1650, la maison a perdu sa valeur. Elle passe ensuite entre de nombreuses mains et remplit de multiples fonctions, pour finir par tomber en ruine.
La Casa Cabrera est transformée en école en 1906 et le reste pendant 75 ans. En 1981, la Banco Continental de l'époque en devient propriétaire, la restaure et la transforme en centre culturel.
Après une restauration financée par la Fondation BBVA, le Museo de Arte Precolombino ouvre ses portes en juin 2003 grâce à une alliance avec le Musée Larco de Lima.
Le président péruvien Alejandro Toledo inaugure le musée, en disant: « Nous montrons au monde notre richesse culturelle. Je suis profondément fier que nous puissions donner un peu de la culture qui appartient non seulement au Pérou, mais aussi à l'Amérique latine… La région doit se tourner vers son passé pour construire ensemble une nouvelle Amérique latine avec plus de santé, d'éducation, de justice pour les pauvres et plus de culture. »
La curatelle était alors en charge de Fernando de Szyszlo et Cecilia Bákula, des autorités notables du monde de l'art et de l'histoire du Pérou.

## La collection
Les plus de 400 pièces exposées au MAP Cuzco font partie de la collection du Museo Arqueológico Rafael Larco Herrera de Lima, reconnu internationalement comme l'un des meilleurs au monde.

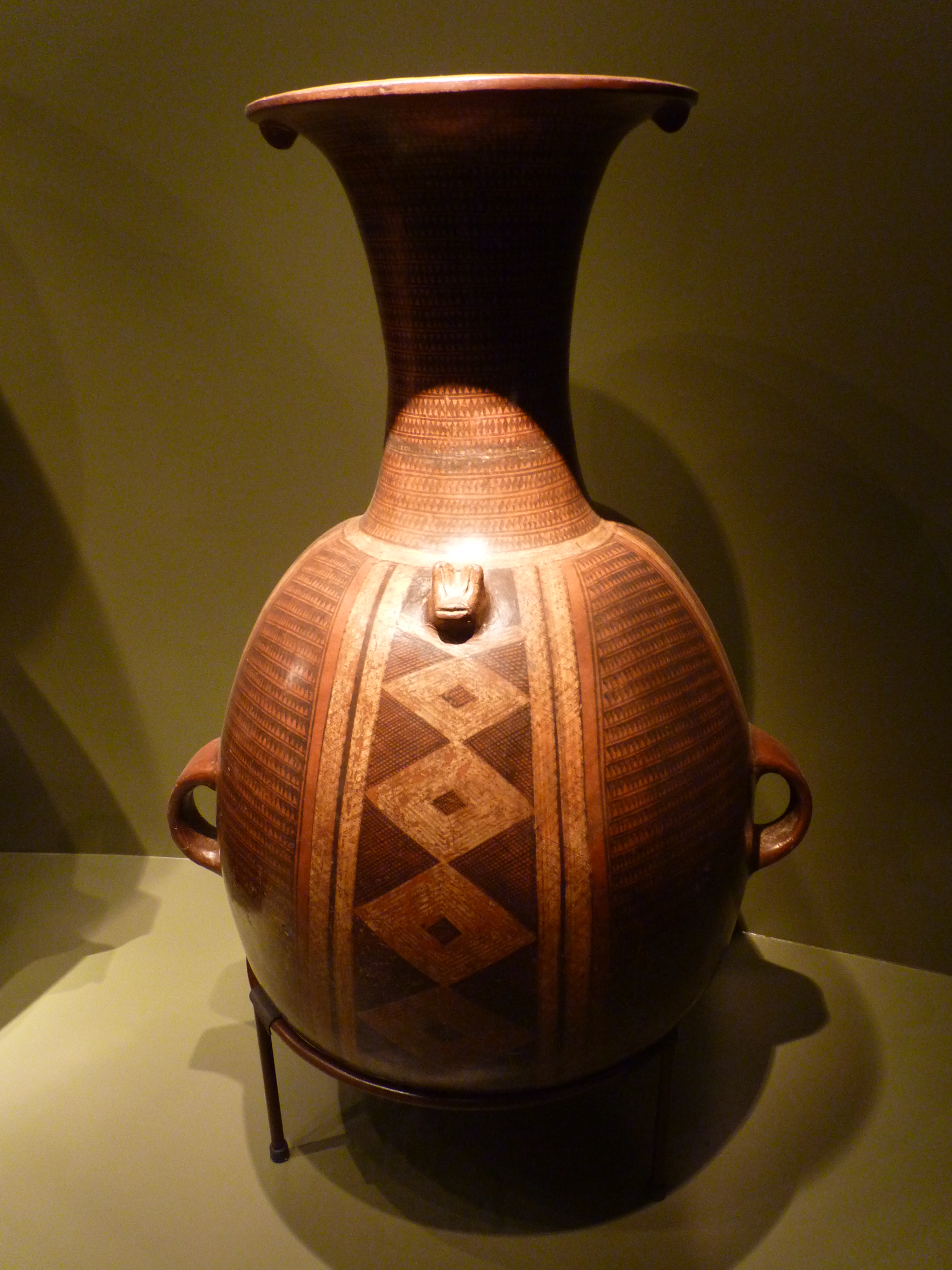
L'aríbalo inca, le vase monumental du musée.

Le circuit dans le musée est une succession de dix salles qui présentent des pièces emblématiques des cultures précolombiennes qui ont fleuri au Pérou, ainsi que les matériaux qui ont été utilisés pour leur création et des éléments naturels devenus symboliques dans les domaines religieux, politique et culturel.
Les œuvres d'art exposées au musée couvrent une période allant de 1250 av. J.-C. à 1532 apr. J.-C. Il existe au total dix galeries:
1. Salle de la Période formative (avant le IIe siècle av. J.-C.)
2. Galerie de Civilisation de Nasca (200 av. J.-C. à 600 apr. J.-C.)
3. Culture Mochica (100 à 700)
4. Culture Huari (700 à 1200)
5. Cultures Chimú et Chancay (900 à 1450)
6. Civilisation Inca (1300 à 1550)
7. La galerie des objets en bois,
8. La salle des bijoux et pierres,
9. La salle des artéfacts en argent,
10. et celle des pièces précolombiennes en or et autres métaux.

La galerie de la période formative, qui ouvre le musée, abrite des pièces de nombreuses cultures diverses. Parmi celles-ci on trouvent des œuvres de la céramique cupisnique (1200 av. J.-C. à 500 av. J.-C.), de la culture salinar (500 av. J.-C. à 200 av. J.-C.), des cultures Vicús (du Ve siècle av. J.-C. au VIe siècle apr. J.-C.) et Virú (200 av. J.-C. à 350 apr. J.-C.), de la civilisation de Paracas (800 av. J.-C. à 200 apr. J.-C.) dans sa phase la plus ancienne dite « des cavernes ».
Pendant cette longue période (1250 av. J.-C. à 100 apr. J.-C.) on observe des progrès remarquable dans l'art de la céramique. La peinture et la sculpture prennent place. Il y a des représentations magnifiquement naturalistes et symboliques. Beaucoup de poteries sont enrichis par l'utilisation de décors incisés dans lesquels l'artiste cupisnique parvient à un grand développement.
La culture inca, qui trouve sa place chronologique à la fin des galeries des civilisations, a conquis tout le territoire du Pérou précolombien. Elle y a instauré avec une grande habileté politique l'empire Tahuantinsuyo et a produit des œuvres magnifiques exposées dans cette galerie Inca. Les objets en céramique de ses artistes et artisans y sont présentés, comme ces emblématiques vases monumentaux ou aryballes (Aríbalo incaico) qui comportent de nombreux éléments décoratifs afin de transmettre un subtil message d'organisation et de symbolisme. L'un de ces aríbalos est de grande taille et est unique à la collection.

Tous ces objets conçus et fabriqués par des femmes et des hommes appartenant à différentes communautés installées sur le territoire qui constitue aujourd'hui le Pérou, nous surprennent par leur esthétique.

Quelques pièces de la collection du musée.
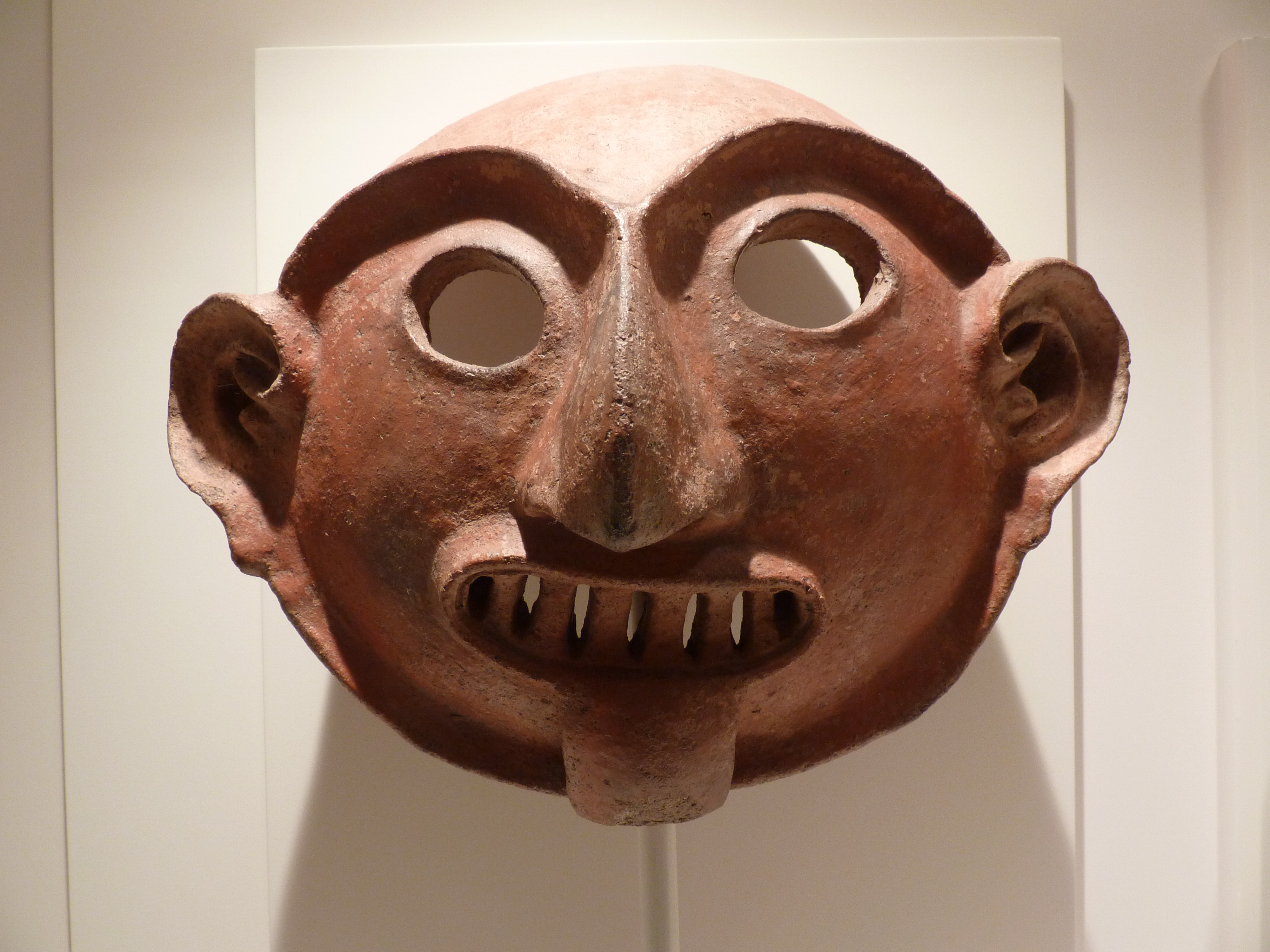
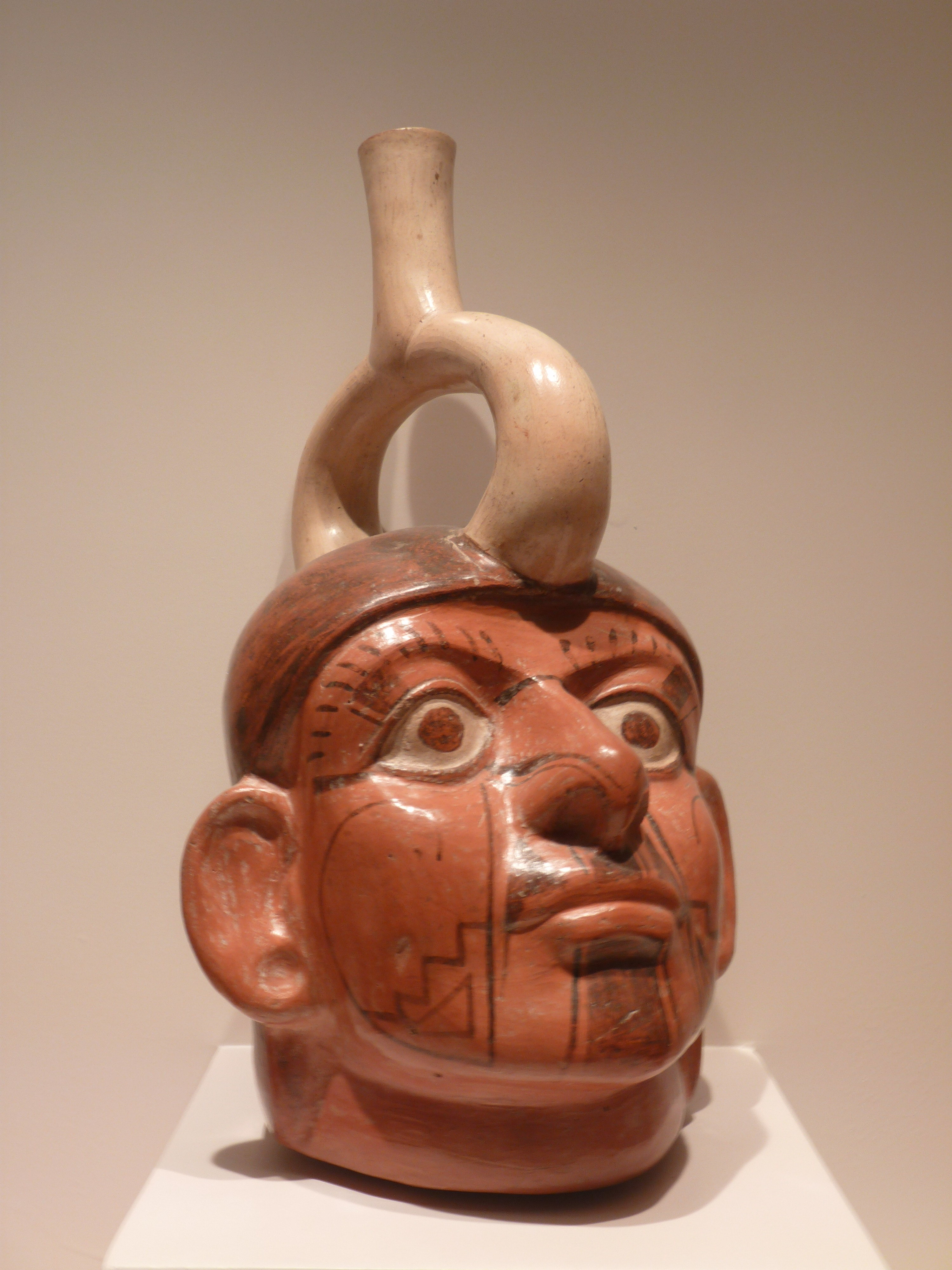
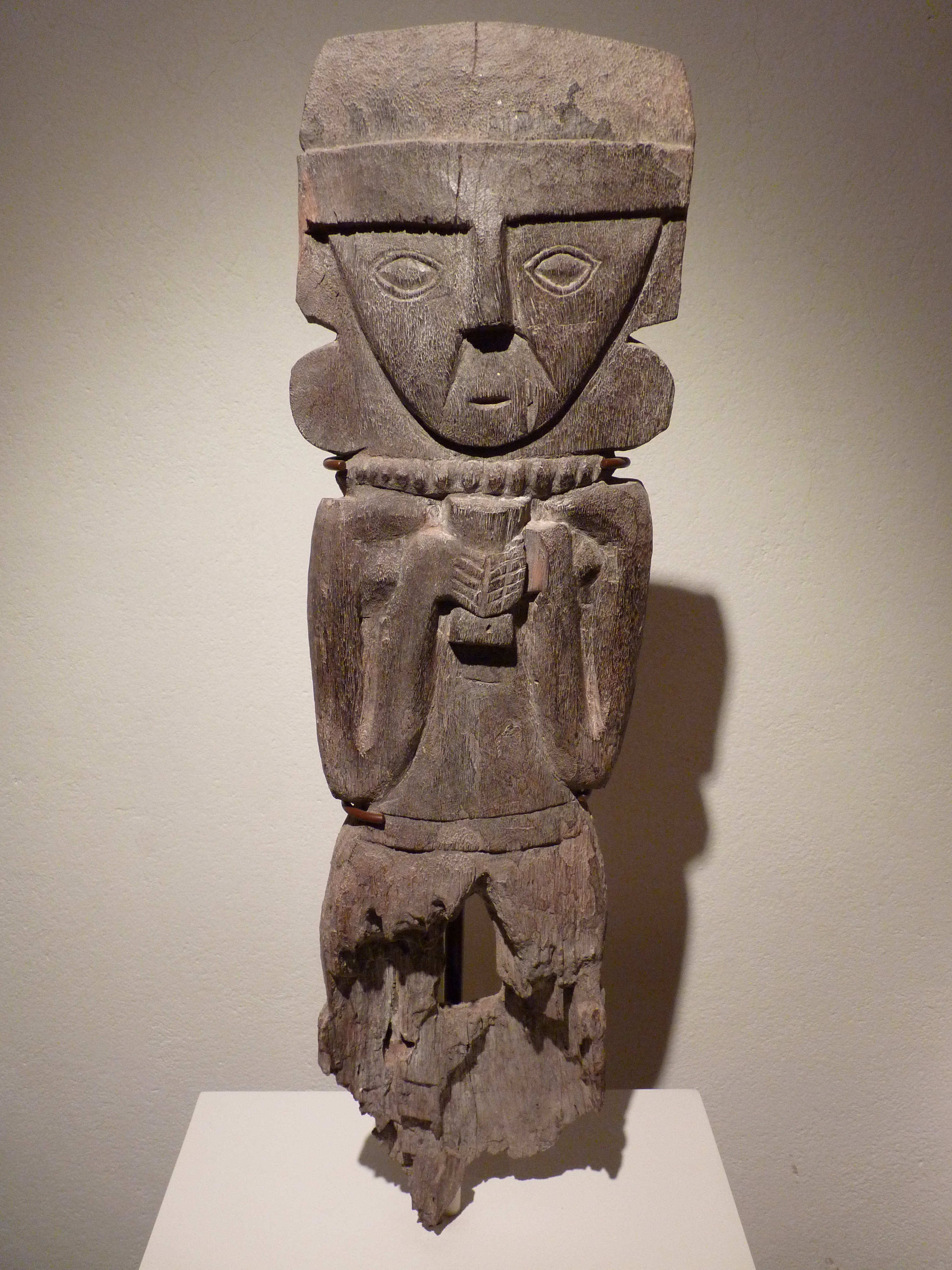
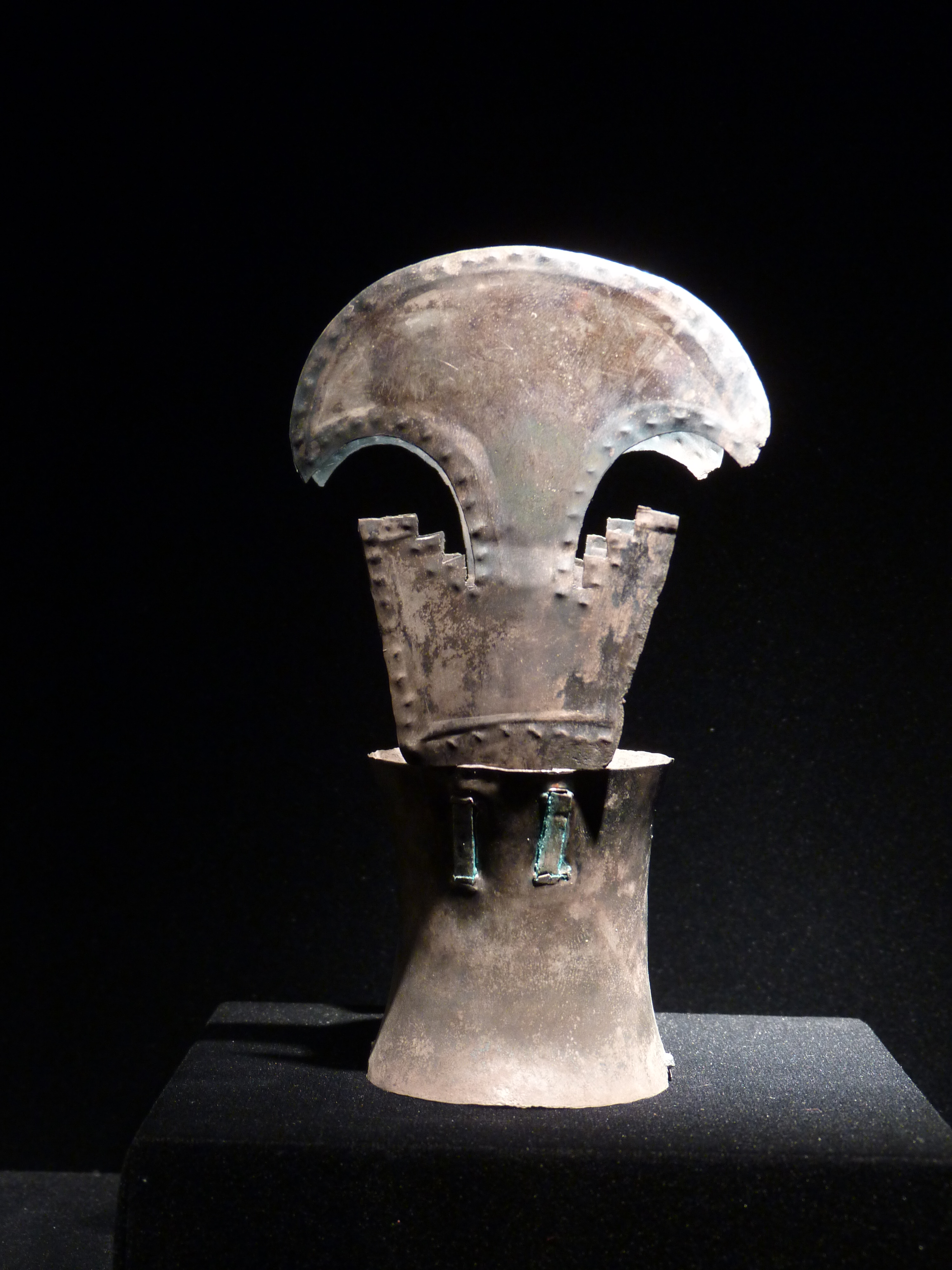
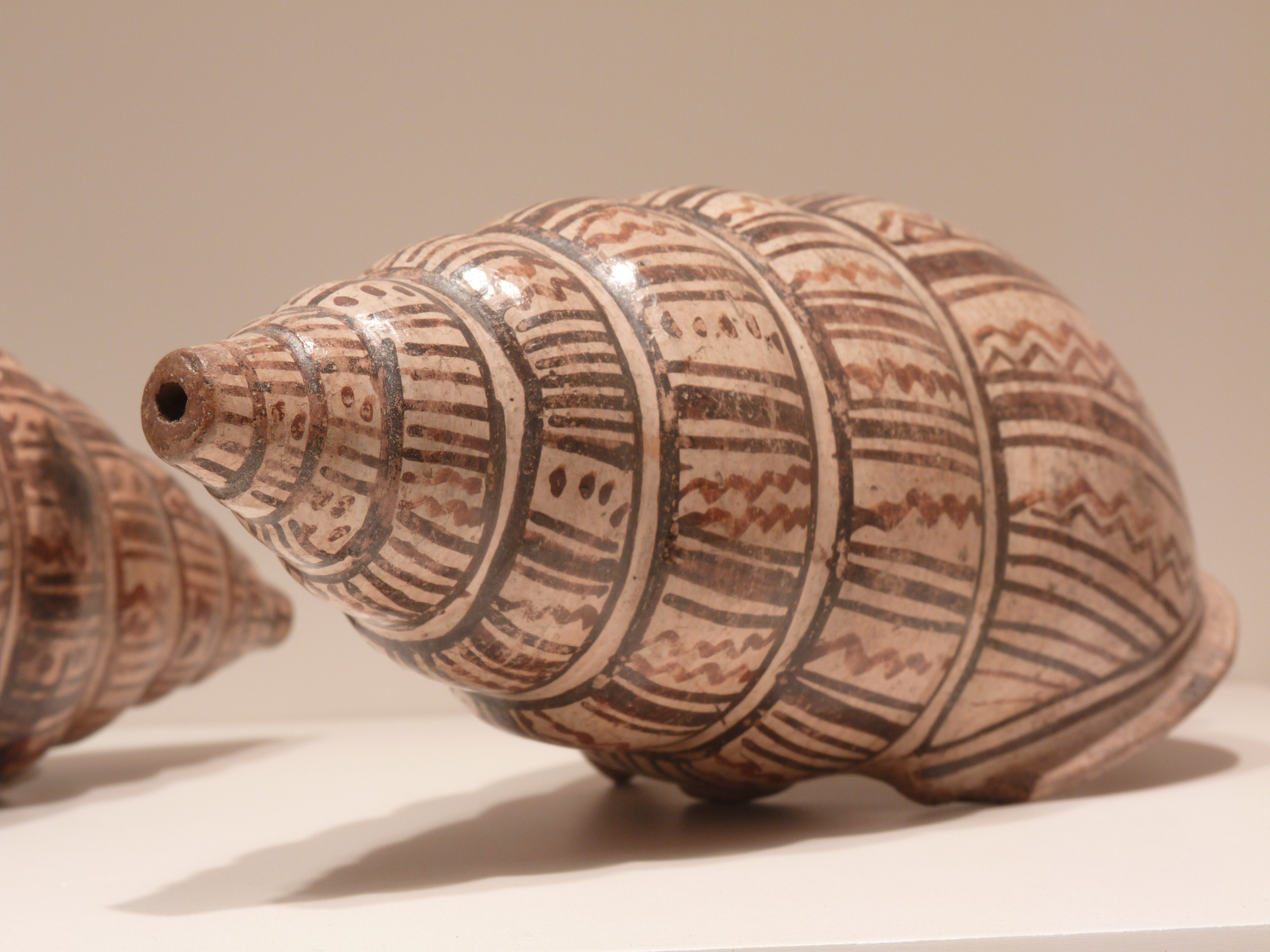

Créée pour contribuer à un accès inclusif à la culture et à l'éducation, la Fondation BBVA est présente dans différentes régions du Pérou à travers des programmes visant à accroître la compréhension de la lecture et à promouvoir l'art en alliance avec des institutions prestigieuses. En outre, la Fondation consacre une grande partie de son activité à la gestion des centres culturels qu'elle maintient à Cuzco, Arequipa et Trujillo.

## Services

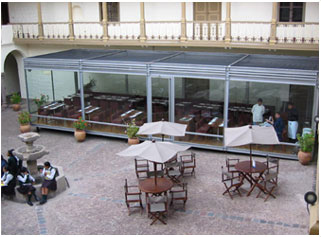
Le MAP Café.

L'auditorium du Musée peut recevoir 120 personnes et accueille souvent des conférences et autres événements locaux.
Le MAP Café, situé dans la cour centrale du musée, propose une excellente cuisine, pour laquelle il intègre des ingrédients de la région et des saveurs classiques de la cuisine péruvienne, préparée avec une touche très personnelle et originale.